# Stefan Fryberg
Stefan Fryberg (* 5. April 1952, heimatberechtigt in Disentis) ist ein Schweizer Historiker und Politiker (FDP).

## Leben
Er absolvierte 1972 die Matura Typus B am Kollegium Appenzell und begann anschliessend ein Studium der Geschichte und der Deutschen Literatur, das er 1978 mit dem Lizentiat abschloss. Er unterrichtete diese Fächer an der Kantonalen Mittelschule Uri von 1979 bis 1989. Dann arbeitete er als Wirt und Hotelier im Maderanertal. Er wurde kurz darauf Mitbegründer und Teilhaber der Baumann & Fryberg AG, einer Werbeagentur. Nebenbei war er als Autor und Mitautor zahlreicher Bücher und Publikationen über den Kanton Uri tätig. 2004 wurde er in den Regierungsrat gewählt, dem er bis zu seinem Rücktritt 2012 angehörte. Er amtierte als Gesundheits-, Sozial- und Umweltdirektor. Seit 2006 war er auch im Vorstand der eidgenössischen Sozialdirektorenkonferenz (SODK).
Vor seiner Wahl in den Regierungsrat übte er die folgenden politischen Mandate aus:
- 1996–2004: Landrat
- 2000–2004: Mitglied der landrätlichen Geschäftsprüfungskommission
- 1998–2003: Vorstandsmitglied der FDP-Ortspartei in Altdorf
- 1999–2003: Sekretär der FDP-Kantonalpartei

Fryberg lebt in Altdorf.